# Månen runt
Månen runt (franska: Autour de la Lune), roman från 1870 av den franske författaren Jules Verne. Romanen är en direkt fortsättning på Från jorden till månen från 1865, men i Sverige utgavs de två romanerna i en volym, 1870. I den här fortsättningen på Från jorden till månen påbörjar Barbicane och hans bundsförvanter kringseglingen runt månen.
Medlemmar i Baltimore Gun Club återkom sedan i romanen Barbicane & Co., även kallad Upp- och nedvända världen.